# Marcelo Rubens Paiva

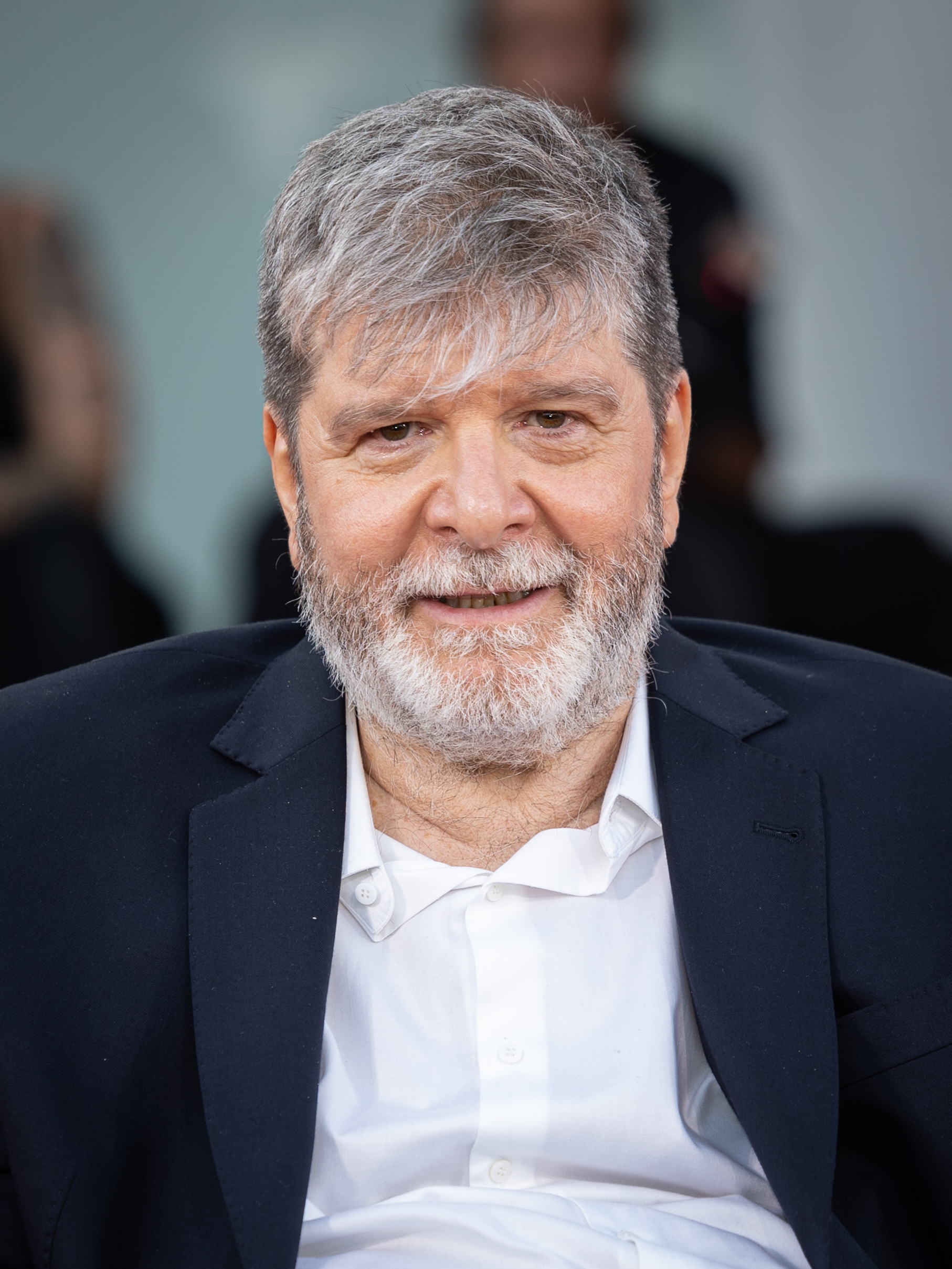
Marcelo Rubens Pavia (2024)

Marcelo Rubens Paiva (* 1. Mai 1959 in São Paulo) ist ein brasilianischer Schriftsteller, Dramatiker, Journalist und Drehbuchautor.

## Biografie
Marcelo Rubens Paiva ist Sohn des Parlaments-Abgeordneten Rubens Paiva (1929–1971), der während der Militärdiktatur in Brasilien ermordet wurde. Der Vater musste 1962 nach seiner Wahl zum Bundesabgeordneten der brasilianischen Arbeiterpartei das Land verlassen und für einige Monate in Europa verbringen, weil sein Mandat nach dem Militärputsch von 1964  widerrufen wurde. Danach verschärften sich für ihn durch die Einführung des Institutionengesetzes Nr. 5 (AI-5) vom 13. Dezember 1968 die politischen Repressionen. Dieses Gesetz verlieh der Regierung die Macht, individuelle Rechte wie das Habeas-Corpus-Gesetz außer Kraft zu setzen und den Kongress zu schließen sowie legitimierte Zensur und politische Verfolgung durchzusetzen.
Seine Autobiografie von 2015 Ainda Estou Aqui (etwa: Noch bin ich da) war die Vorlage zum Drehbuch des Kinofilms Für immer hier (2024), der 2025 den Oscar als Bester internationaler Film erhielt.
Marcelo Rubens Paiva ist nach einem Sprung in einen flachen See seit seinem 20. Lebensjahr querschnittsgelähmt. Einige Jahre nach dem Unfall gelang es ihm wieder, Arme und Hände zu benutzen. Er verfasste seitdem eine Reihe von belletristischen Werken, Drehbüchern und Theaterstücken. 2024 wurde sein autobiografischer Roman Ainda estou aqui unter der Regie von Walter Salles verfilmt.

## Werke
Bücher
- Feliz Ano Velho (1982)
- Blecaute (1986)
- Ua brari (1990)
- Bala na Agulha (1992)
- As Fêmeas (1994)
- Não És Tu, Brasil (1996)
- Malu de Bicicleta (2002)
- O Homem que Conhecia as Mulheres (2006)
- A Segunda Vez que Te Conheci (2008)
- Marcelo Rubens Paiva - Crônicas para ler na escola (2011)
- E Aí, Comeu? (2012)
- As Verdades Que Ela Não Diz (2012)
- 1 drible, 2 dribles, 3 dribles: manual do pequeno craque cidadão (2014)
- Ainda Estou Aqui (2015)
- Meninos em Fúria (2016)
- O Orangotango Marxista (2018)
- O Homem Ridículo (2019)

Drehbücher
- Fiel (2012)
- E Aí, Comeu? (2012)
- Malu de Bicicleta (2013)
- Depois de Tudo (2015)
- Mais Forte que o Mundo (2016)
- Código 12 (2017)
- O Book (2018)
- Casagrande e Seus Demônios (2019)

Theaterstücke
- 525 Linhas (1989)
- E Aí, Comeu? (Da Boca pra Fora) (1998)
- Mais-que-Imperfeito (2001)
- Closet Show (2003)
- As Mentiras que os Homens Contam (2003)
- No Retrovisor (2003)
- Amo-te (2006)
- A Noite Mais Fria do Ano (2011)
- O Predador Entra na Sala (2012)
- C'est La Vie (2014)
- Amores Urbanos (2016)